# Špalíček
Špalíček, H. 214, és un ballet de tres actes compost per Bohuslav Martinů. Es va estrenar el 19 de setembre de 1933 a Praga amb el subtítol Ballet de jocs, costums i contes populars - Ballet-revue, i la partitura es basa en el folklore i les cançons infantils amb un efecte sorprenent.
El ballet fa ús de la música tradicional bohèmia/moraviana amb el segell característic de Martinů.

## Actes
- Acte I: Conte del Gat en Botes
- Acte II: Conte del Sabater i la Mort
- Acte III: Conte de La Ventafocs

## Suites
Martinů va escriure dues suites a partir de Špalíček, que va revisar el 1937 i el 1940.
- Suite núm. 1 H214A [22:29]
- Suite núm. 2 H214B [22:24].[4]

## Enregistraments
- Supraphon (SU 3925-2): (enregistrat 1988): Anna Kratochvílová (soprano), Miroslav Kopp (tenor), Richard Novák (baix), Kantilena Children's chorus (Chorus master Ján Sedláček), Kühn Female Chorus, Chorus master Pavel Kühn, Brno Philharmonic Orchestra, dirigida per František Jílek.